# Seif Isa
Seif Isa (en árabe: سيف عيسى‎; El Cairo, 15 de junio de 1998) es un deportista egipcio que compite en taekwondo.
Participó en dos Juegos Olímpicos de Verano en los años 2020 y 2024, obteniendo una medalla de bronce en Tokio 2020 en la categoría de –80 kg. En los Juegos Panafricanos consiguió tres medallas entre los años 2015 y 2023.
Ganó dos medallas en el Campeonato Mundial de Taekwondo, en los años 2022 y 2023, y cinco medallas en el Campeonato Africano de Taekwondo entre los años 2016 y 2023.

## Palmarés internacional
| Juegos Olímpicos    | Juegos Olímpicos                  | Juegos Olímpicos  | Juegos Olímpicos |
| Año                 | Lugar                             | Medalla           | Categoría        |
| ------------------- | --------------------------------- | ----------------- | ---------------- |
| 2020                | Tokio (Japón)                     | Medalla de bronce | –80 kg           |
| Campeonato Mundial  |                                   |                   |                  |
| Año                 | Lugar                             | Medalla           | Categoría        |
| 2022                | Guadalajara (México)              | Medalla de bronce | –80 kg           |
| 2023                | Bakú (Azerbaiyán)                 | Medalla de bronce | –80 kg           |
| Juegos Panafricanos |                                   |                   |                  |
| Año                 | Lugar                             | Medalla           | Categoría        |
| 2015                | Brazzaville (República del Congo) | Medalla de plata  | –74 kg           |
| 2019                | Rabat (Marruecos)                 | Medalla de plata  | –74 kg           |
| 2023                | Acra (Ghana)                      | Medalla de plata  | –80 kg           |
| Campeonato Africano |                                   |                   |                  |
| Año                 | Lugar                             | Medalla           | Categoría        |
| 2016                | Puerto Saíd (Egipto)              | Medalla de plata  | –74 kg           |
| 2018                | Agadir (Marruecos)                | Medalla de bronce | –74 kg           |
| 2021                | Dakar (Senegal)                   | Medalla de oro    | –80 kg           |
| 2022                | Kigali (Ruanda)                   | Medalla de oro    | –80 kg           |
| 2023                | Abiyán (Costa de Marfil)          | Medalla de plata  | –80 kg           |